# Несторијански раскол
Несторијански раскол (431) је у црквеној историји представљао раскол између хришћанских цркава Сасанидске Персије, које су се придружиле Несторију, и цркава које су одбациле његово учење. Раскол је настао из христолошког спора, у који су нарочито били укључени Кирил (Александријски патријарх) и Несторије (Цариградски патријарх). Ефески сабор 431. и Халкидонски сабор 451. осудили су Несторија и његово учење, јер је истицало потојање радикалне разлике између Христове људске и божанске природе.
То је изазвало раскол цркава које су браниле Несторија и јединствене Хришћанске цркве са подручја Римског царства којој су до тада припадале, због чега је Црква Истока, хришћанска црква Сасанидске Персије постала позната као Несторијанска црква, јер је стала на страну Несторија.

## Историја
Доктрина о Несторијанизму повезана је са Несторијем, Цариградским патријархом од 428. до 431. године. Пре него што је изабран за патријарх, Несторије је био ученик Теодора Мопсуестијски у Антиохијској школи. Несторије је тврдио да су Христове  људска и божанска природа различите, па је због те тврдње био против употребе наслова Тхеотокос (грчки: "Божији носилац") за Девицу Марију. Преферирао је назив Христотокос („носилац Христа“). Кирил Александријски сматрао је науку супротном православном учењу и подстакакао је прдузимање мера против ње.
На самом крају, Несторије и његово учење осуђени су на Првом сабору у Ефсу 431. године што је касније потврђено на Халкедонском сабору 451. године.
Након тога, цркве усклађене са Несторијевим учењем биле су окупљене око Едеске школе и на тај начин биле одвојене од остатка јединствене Хришћанске цркве. Након Анатемисања у Римском царству, преселили су се у Сасанидско царство, где су их дочекали персијски хришћани, који су већ прогласили верску независност од Цариграда, у покушају да скину са себе оптужбе о верности страној држави.
Едеска школа пресељена је у месопотамијски град Нисибис. Нисибиска школа је након тога постала центар несторијанства. 484. године, Сасаниди су погубили про-византијског католикоса Бабоваија и омогућили несторијанском епископу у Нисибис-у, Барсауму, да повећа свој утицај на епископе у региону. То је и фактички прекинуло везе између персијског хришћанства и Римског царства.
Након тога, несторијанизам се нашироко проширио кроз Азију, остваривши присуство у Индији, централној Азији, монголским територијама и Кини. Средњовековни несторијански покрет нако овога опстаје у Асирској цркви Истока, највише на подручју Ирака, Сирије и Ирана.